# Военно-исторический журнал
«Военно-исторический журнал» (укр. Військово-історичний журнал) — щомісячний журнал Міністерства оборони СРСР (нині — Міністерства оборони Російської Федерації). Видається з 1939 (перерва 1941–59). Висвітлює питання військової історії, зокрема історії Великої вітчизняної війни Радянського Союзу 1941—1945.